# Robert Sjöblom (balettdansare)
Karl Robert Sjöblom, född 1843 i Gryts socken, Södermanland, död 1 juli 1890 i Stockholm, var en svensk balettdansare.
Sjöblom var balettmästare för Kungliga Baletten på Kungliga Operan i Stockholm från 1887 till 1890.

## Biografi
Föräldrar var sadelmakaren A. P. Sjöblom och Anna Katarina Nysell. Sjöholm var balett- och teaterelev vid det Selinderska sällskapet på 1850-talet och vid dess upplösning 1866 dansare vid Stockholmsoperan. 
Ett gästuppträdande i Berlin 1870 blev succé. År 1887 fick han omdömet: "Robert Sjöblom är erkänd som en af den koreografiska konstens främste samtida utöfvare." Sjöblom sågs som initiativrik, men baletten befann sig vid denna tid i ett förfall, då den endast användes som komplement till operan. Sjöblom försökte få en ändring av detta, men lyckades aldrig få möjlighet att sätta upp en hel, självständig balett. 
Han är begravd på Norra begravningsplatsen utanför Stockholm.

Robert Sjöblom, porträtt - SMV - H7 146